# Maria Barnas
Maria Barnas ( Hoorn, 28 de agosto de 1973) es una escritora poeta y artista neerlandesa.
Vive y trabaja entre Ámsterdam y Berlín. En su trabajo escrito, incluyendo novelas, poesía y ensayos y en su trabajo visual, centra la realidad de formas por sobre la descripción.
Estudió arte visual en la Rietveld Academia y fue residente en la Rijksakademie en Ámsterdam y en la Academia Americana en Roma. Barnas es actualmente asesora en la Rijksakademie. Se le otorgó el Premio C. Buddingh por su primera colección de poesía Twee Zonnen (2003) y desde entonces ha publicado colecciones altamente valoradas, incluyendo A City Rises en 2007.  En el 2011 fueron recogidas sus observaciones sobre arte y literatura para la NRC Handelsblad que fueron publicadas en 'Fantastic'. Su última colección de poemas Jaja de oerknal salió a la venta el año 2013, es un libro centrado en los mecanismos del miedo, y que estuvo nominado para el Premio de Poesía VSB 2014 y se le otorgó el Premio Anna Bijns de Poesía 2014.
Está trabajando en ensayos visuales y espaciales —incluyendo cine, dibujo y texto— donde el lenguaje y la imagen están combinadas, y cuyos resultados han sido presentados en la Annet Gelink Gallery de Ámsterdam.

## Trabajos

### Novelas
- Engelen van  (1997)
- De baadster  (2000)

### Poesía
- Twee zonnen  (De Arbeiderspers, 2003) a la que se otorgó el premio holandés para la mejor poesía.
- Er staat een stad op, De Arbeiderspers, Ámsterdam 2007.
- Jaja de oerknal, De Arbeiderspers, Ámsterdam 2013, nominada para el VSB Premio de Poesía 2014

### Ensayos
- Fantastisc, De Arbeiderspers, 2010, artículos recogidos para NRC Handelsblad

## Premios
- 2004 C. Buddingh'-prijs voor nieuwe Nederlandstalige poëzie' por Twee zonnen, 2003 De Arbeidersper)
- 2009 J.C. Bloem-poëzieprijs por Er staat een stad op, 2007 De Arbeidersper)
- 2014 Nombramiento para VSB poëzie prijs por Jaja de oerknal, 2013 De Arbeidersper)